# Adolf Rading
Adolf Rading (Berlín, 2 de marzo de 1888-Londres, 20 de abril de 1957) fue un arquitecto alemán. Evolucionó del expresionismo al racionalismo.

## Trayectoria

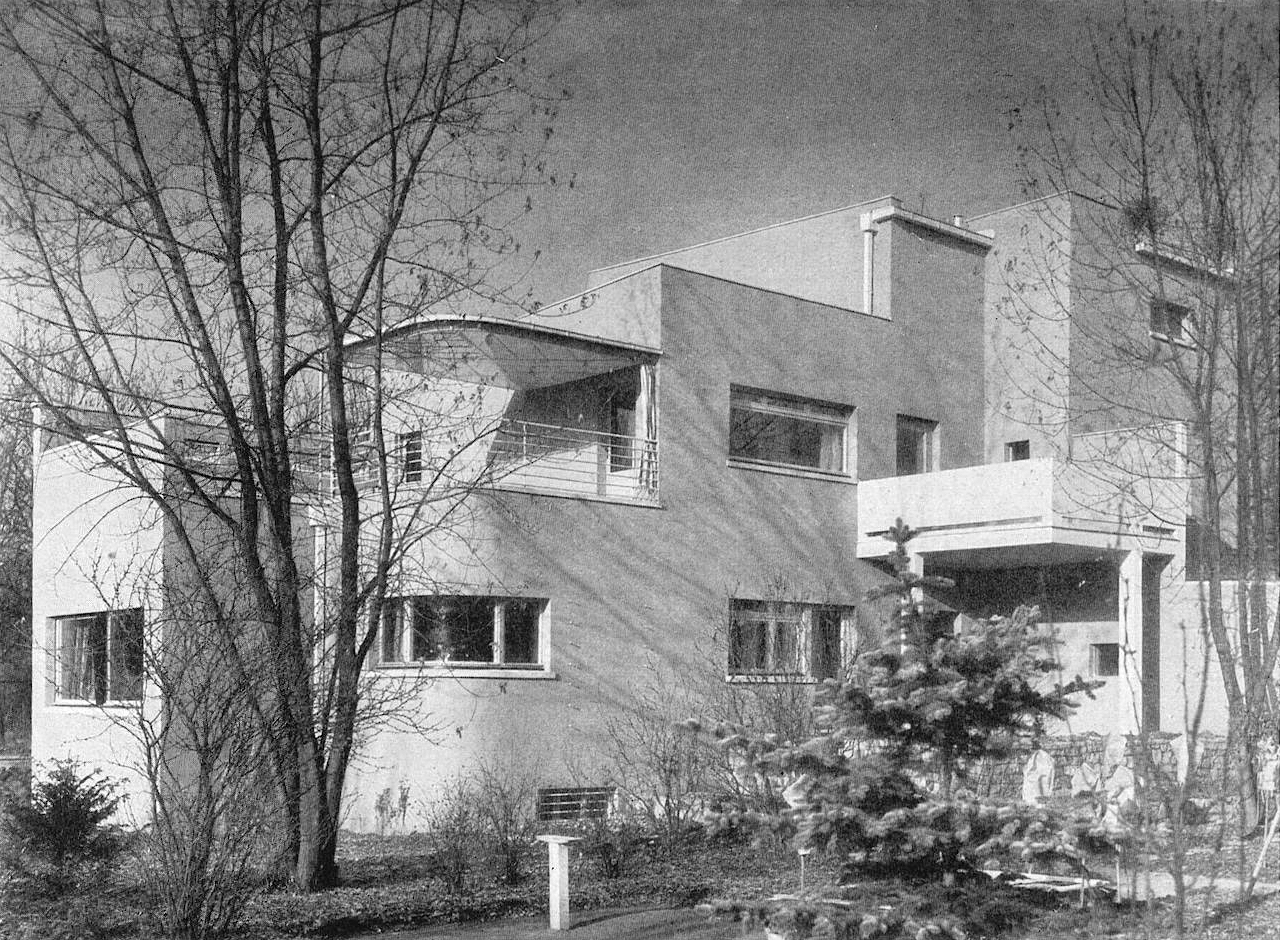
Casa Kriebel (1927), Breslavia

Se inició laboralmente como albañil, al tiempo que estudiaba en la Baugewerkschule de Berlín. Entre 1911 y 1914 trabajó en el estudio de August Endell. En 1919 obtuvo una plaza de profesor en la Academia de Bellas Artes y Artes Aplicadas de Breslavia. Su estilo inicial era de corte tradicional, pero desde su participación en el concurso para el parque Ruhwald de Berlín (1923) fue evolucionando hacia la vanguardia, conjugando el cubismo con el expresionismo alemán y cierta influencia del neoplasticismo neerlandés.
Fue miembro de la Deutscher Werkbund (Federación alemana del trabajo), una asociación que tenía como objetivo la integración de arquitectura, industria y artesanía a través del trabajo profesional, la educación y la publicidad, así como introducir el diseño arquitectónico en la modernidad y conferirle un carácter industrial. Las principales características del movimiento fueron el uso de nuevos materiales como el vidrio y el acero, la importancia del diseño industrial y el funcionalismo decorativo.

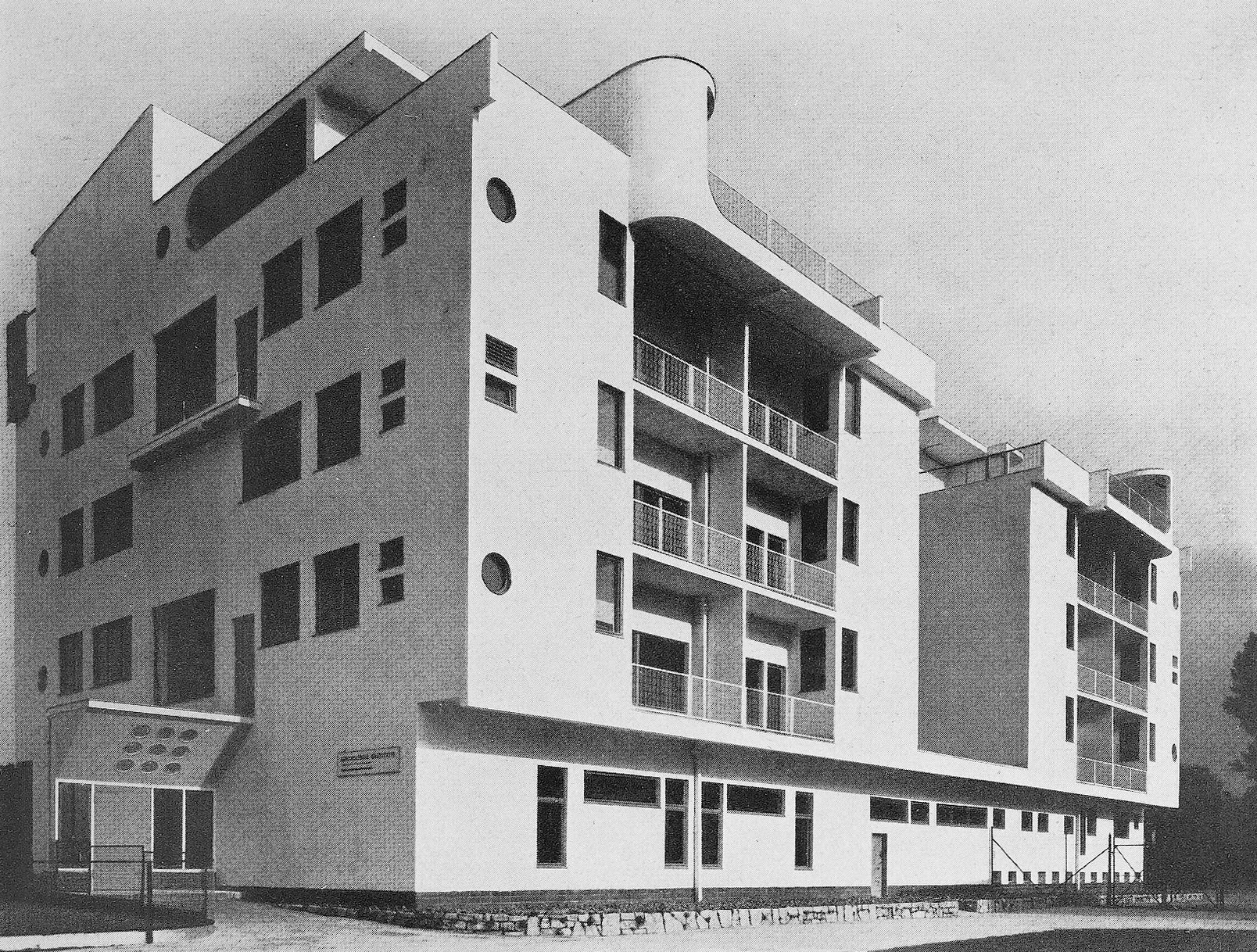
Edificio de viviendas para la exposición Werkbundsiedlung de Breslavia (1929)

En 1926 se integró también en el grupo Der Ring (El círculo), un movimiento que pretendía renovar la arquitectura de su época, con un especial énfasis en los aspectos sociales y urbanísticos, así como en la investigación en nuevos materiales y técnicas de construcción. Ese año se convirtió en asociado del arquitecto Hans Scharoun en Berlín.
Al año siguiente participó en la urbanización Weißenhofsiedlung de Stuttgart, una exposición organizada por el Deutscher Werkbund con el objetivo de promover la vivienda de bajo coste, supervisada por Ludwig Mies van der Rohe y en la que participaron diversos arquitectos alemanes junto a otros de otros países, como Le Corbusier, Pierre Jeanneret, Josef Frank, J.J.P. Oud, Mart Stam y Victor Bourgeois. Se construyeron treinta y una viviendas, diseñadas bajo unas premisas de unidad visual basadas en paredes de revoco blanco, formas rectangulares, cubiertas planas y bandas horizontales de ventanas.
Entre sus obras de esos años destacan la logia de la Odd Fellows en Breslavia (1925-1927), la «casa-estudio» que proyectó para la Werkbundsiedlung de Breslavia de 1929 o la casa del doctor Rabe en Leipzig (1930).
De ascendencia judía, en 1933 se vio obligado a dejar Alemania tras el advenimiento del nazismo. Emigró primero a Francia y, a continuación, a Palestina, donde abrió un estudio en 1936 en Haifa. Entre sus obras de entonces destaca la casa Gerzon (1939), que conjuga la arquitectura moderna con la tradición local. Entre 1943 y 1950 fue arquitecto oficial de Haifa. Ese último año se trasladó al Reino Unido, donde murió en Londres en 1957.